# Клингенберг, Михаил Карлович
Михаил Карлович Клингенберг (9 (21) сентября 1821 — 3 (15) декабря 1873) — русский государственный деятель, тайный советник; рязанский (1858—1859) и вятский (1859—1863) губернатор.

## Биография
Родился 9 (21) сентября 1821 года в Санкт-Петербурге, в семье будущего главного начальника военных учебных заведений К. Ф. Клингенберга.
Окончил в 1839 году с серебряной медалью Царскосельский лицей и в 1840 году в чине титулярного советника поступил на службу в хозяйственный департамент министерства внутренних дел; в декабре 1841 года был назначен старшим помощником столоначальника, в апреле 1845 года — столоначальником; в декабре 1847 года произведён в статские советники, в декабре 1853 года — в действительные статские советники. В феврале 1855 года он получил звание камергера двора.
В феврале 1858 года М. К. Клингенберг был назначен исполняющим обязанности рязанского гражданского губернатора, а в декабре того же года утверждён рязанским губернатором с оставлением в звании камергера. Уже 8 сентября 1859 года он был назначен вятским гражданским губернатором; прибыл в Вятку 27 октября 1859 года. При нём в Вятской губернии в 1861 году были открыты женские училища в Слободском, Сарапуле и Елабуге, уездное училище в Нолинске и воскресная школа в Вятке.
В конце 1862 года он просил уволить его в связи с «расстроенным здоровьем» и 4 января 1863 года его просьба была удовлетворена, а 12 января он выехал в Санкт-Петербург.
В Рязанской губернии владел поместьем.
В 1870 году, уже в чине тайного советника, он был назначен членом комиссии прошений при Государственном совете.
Умер в Санкт-Петербурге 3 (15) декабря 1873 года. Похоронен на Смоленском евангелическом кладбище.

## Награды
- орден Св. Анны 2-й ст. (1852)
- орден Св. Владимира 3-й ст. (1858)
- орден Св. Станислава 1-й ст. (1860)

- знак отличия беспорочной службы за 15 лет
- бронзовая медаль в память войны 1853—1856 гг.

## Семья
Жена: Елизавета Николаевна, урождённая Пущина (1829—1898). У них дети:
- Николай Михайлович Клингенберг (1853—1917) — сенатор;
- Елизавета Михайловна Клингенберг (1854—?);
- Анна Михайловна (1856 — после 1928) — жена директора Александровского лицея В. А. Шильдера;
- Ольга Михайловна Клингенберг (1858—?)
- Михаил Михайлович Клингенберг (1861—1939) — директор Полтавского кадетского корпуса, генерал-майор;
- Александр Михайлович Клингенберг (1865—1909) — губернатор.